# Charles Hayward
Charles Hayward (ur. w 1951 r. w Anglii) – angielski perkusista i kompozytor.

## Życiorys
Karierę rozpoczął pod koniec lat 60. w grupie Mal Dean's Amazing Band.
Od 1970 r. został członkiem grupy Quiet Sun z Philem Manzanerą. Od połowy 1972 r. do października 1972 r. był perkusistą zespołu Gong. Następnie dołączył do reaktywowanego w 1974 r. Quiet Sun – tym razem był to właściwie projekt Manzanery. W sierpniu 1975 r. zespół się rozwiązał.
Między 1.1974 a 8.1975 Hayward grał w zespole Radar Favourites.
Hayward z Charlesem Bullenem założyli w 1975 r. duet Dolphin Logic.
Hayward wraz z gitarzystą Charlesem Bullenem i niegrającym na żadnym instrumencie Garethem Williamsem założyli awangardowy, postpunkowy zespół This Heat. Początkowo eksperymentowali z materiałem dźwiękowym nagranym na taśmach, czym zajmował się Gareth Williams. Ich pierwszy koncert odbył się 13 lutego 1976 w klubie 3 Horseshoes w Hampstead w Londynie w ramach programu, który łączył poezję, muzykę i performance. Gart Williams był już wtedy basistą grupy, a podstawowym dla charakterystycznego brzmienia grupy montażem taśm zajmował się Chris Blake. Grupa nagrała dwa albumy w 1979 i 1981 r. Natychmiast po nagraniu drugiej płyty odszedł z zespołu Gareth Williams i grupa rozwiązała się.
W ciągu następnych 4 lat Hayward współpracował z takimi wykonawcami jak Lora Logic (album w 1982 r.) i Everything But a Girl (2 albumy w 1984 r.)
W 1985 r. Hayward sformował zespół Camberwell Now z basistą Treforem Goronwym i Stephenem Richardem, który zajmował się montażem i obsługą taśm. Trio to wydało kilka albumów w firmie Recommended Records. Zespół rozwiązał się w 1987 r. W wolnym czasie Hayward wziął w tych latach udział w dwu projektach: Regular Music (album w 1985 r.) i Les Batteries (album).
W 1987 r. Hayward rozpoczął karierę solową, wydał kilka solowych albumów, ale również współpracował z innymi wykonawcami, m.in. takimi jak Heiner Goebbels (1988), The Mat Shoes (1990), Coil (1991) i Nick Doyne-Ditmas (1993).
W 1991 r. dołączył do zespołu multiinstrumentalisty Freda Fritha Keep the Dog.
W latach 1992–1998 współpracował z kilkunastoma muzykami – plonem kooperacji jest ponad 20 albumów.
W 1998 r. dołączył do reaktywowanej awangardowej grupy Massacre Freda Firtha i Billa Laswella. Plonem tej współpracy są cztery albumy.
W latach 2000. występował pod własnym nazwiskiem oraz brał udział w różnych projektach, z których trzeba wymienić Shape Moreton (Rob Mills, Nick Doyne-Ditmas, Ashleigh Marsh i Chris Cornetto), Albert Newton (Harry Beckett, John Edwards, Pat Thomas) i Clear Frame (Lol Coxill, Hugh Hopper i Orphy Robinson).

## Dyskografia

### Kooperacja
- Quiet Sun

Antilles 1975
- Phil Manzanera

Diamond Head
- This Heat

This Heat 1978
Deceit 1981
Repeat 1993
Cold Storage 1998 zbiór wszystkich nagrań grupy na 6 dyskach.
- Lora Logic

Pedigree Charm 1982
- Every But the Girl

Edin 1984
Every But the Girl 1984
- Cumberwell Now

The Ghost Trade 1986
All's Well 1992 wszystkie nagrania grupy
- Regular Music

Regular Music 1985
- Les Batteries

Noisy Champs
- Heiner Goebbels

The Man in the Elevator 1988
- The Mat Shoes

Differently Desperate 1990
- Coil

Loves Secret Domain 1991
The Portable Domain 1991
- Keep the Dog

That House We Lived In (nagrany w 1991, wyd. w 2002)
- Heiner Goebbels

Shadow/Landsacape With Argonauts 1993
- La 1919

Jouer, Spieln, to Play 1994
- Relay III

Random Place 1995?
- Jeremy Peyton Jones

North South East West
- Double Agent

Live In Japan, Vol. 2 1997
- Percy Howard

Meridiem 1998
- Angela Jaeger & David Cunningham

Artificial Homeland 1998
- Massacre

Funny Valentine 1998
- Kev Hopper

Spoombung 1998
Duophonic Super (…) 2000
Whispering Foils 2001
- Percy Howard

Incidental Seductions 2000
- Massacre

Meltdown 2001
- Pierre Vervloesem

Grosso Modo 2002
- Percy Howard/Meridiem

Full Catastrophe (Live) 2002
A Pleasant Fiction 2004
- Massacre

Lonely Heart (nagrana 2003, wydana 2007)

### Wydawnictwa firmowane własnym nazwiskiem
- CHARLES HAYWARD

Survive the Gesture 1987
A Tribute to Mark Rothko 1989
Skew Whiff 1990
Switch On Walk 1991
My Secret Alphabet 1993 Charles Hayward & Nick Doyne-Ditmas
Escape From Europe-Live In Japan, Vol. 1 1996
Near & Far-Live In Japan, Vol. 3 1999
Wash Rinse Spin/Osculation 2000 Charles Hayward & Michael Prime
Abracadabra Information 2004

## Muzycy
- Dave Jarrett
- Phil Manzanera
- Bill McCormick
- Dave Monaghan
- Ian McCormick
- Gerry Fitzgerald
- Jack Monck
- Cathy Williams
- Geoff Leigh
- Charles Bullen
- Gareth Williams
- Heiner Goebbels
- Nick Doyne-Ditmas
- Fred Frith
- Rene Lussier
- Zeena Parkins
- Jean Derome
- Bob Ostertag
- Bill Laswell
- Jeremy Peyton Jones
- Percy Howard
- Keiji Hano
- Otomo Yoshihide
- Tatsuya Yoshida
- Peter Brotzmann
- Angela Jaeger
- David Cunningham
- Michael Prime
- Kev Hopper
- Pierre Vervloesem
- Vernon Reid
- Trey Gunn